# Žďárec
Žďárec (en allemand : Sdiaritz) est une commune du district de Brno-Campagne, dans la région de Moravie-du-Sud, en République tchèque. Sa population s'élevait à 378 habitants en 2020.

## Géographie
Žďárec se trouve à 12 km à l'ouest-nord-ouest de Tišnov, à 33 km au nord-ouest de Brno et à 153 km au sud-est de Prague.
La commune est limitée par Strážek au nord, par Drahonín au nord-est, par Tišnovská Nová Ves et Újezd u Tišnova à l'est, par Řikonín et Lubné au sud, et par Rojetín et Vratislávka à l'ouest.

## Histoire
La première mention écrite de la localité date de 1358.